# Guilherme de Baden-Baden
Guilherme de Baden-Baden (em alemão:  Wilhelm von Baden-Baden; Baden-Baden, 30 de julho de 1593 – Baden-Baden, 22 de maio de 1677) foi um nobre alemão, pertencente à Casa de Zähringen, e que foi Marquês de Baden-Baden.

## Biografia
Guilherme, era o filho mais velho do marquês Eduardo Fortunato de Baden-Baden e de Maria van Eicken.
Durante a sua carreira militar, chegou a ser General de campo (em alemão:  Generalfeld) do Sacro Império Romano-Germânico e Juiz de Câmara (Kammerrichter) do Principado-Bispado de Espira, donde lhe veio o cognome de "Guilherme o Juíz" (Wilhelm der Kammerrichter). Guilherme foi também cavaleiro da Ordem do Tosão de Ouro.
Em 1594, os primos da linha protestante de Baden-Durlach, tinham ocupado Baden-Baden de onde expulsaram o pai de Guilherme, Eduardo Fortunato. O então Marquês de Baden-Durlach, Ernesto Frederico, ocupara a Marca de Baden-Baden alegando a lei sucessória da Casa de Baden, e o episódio ficou conhecido como “a ocupação do Alto-Baden” (Oberbadische Okkupation).
A familia passou a viver exilada e Guilherme foi educado na corte de seu tutor, o arquiduque Alberto da Áustria, primeiro em Bruxelas e depois em Colónia.
Mas, após a vitória das tropas imperiais comandadas pelo general Tilly sobre os protestantes de Baden-Durlach, perto de Wimpfen, Guilherme entrou na posse das suas terras em 1622. 
Na altura ele prometeu ao Núncio Apostólico Carafa devolver Baden-Baden à fé Católica e, logo no final de 1622, todos os pastores protestantes foram expulsos do país. Como não havia padres católicos suficientes, Guilherme introduziu no país os jesuítas e os capuchinhos, realizando uma contra-reforma rápida e intransigente. Todos os residentes que não quisessem converter-se à fé católica foram ameaçados de expulsão do país. No final do século XVII, a marca de Baden-Baden era, portanto, um dos poucos estados seculares do Sacro Império em que apenas a Igreja Católica era aceite. 
Durante o reinado de Guilherme, em plena Guerra dos Trinta Anos, a Marca de Baden-Baden sofreu uma terrível caça às bruxas. Entre 1626 e 1631, aproximadamente 244 pessoas, a maioria mulheres, foram acusadas e 231 condenadas e queimadas. 
Em 1631, Guilherme perdeu novamente os seus estados, desta vez para o general sueco Gustaf Graf Horn, e só os recuperou através da Paz de Praga em 30 de maio de 1635. Pela Paz de Vestfália, em 24 de outubro de 1648, em Monastério, a posse de Baden-Baden foi-lhe confirmada. Durante a guerra, Guilherme foi feito prisioneiro, mas não foi reconhecido sendo libertado como um soldado comum.
Como o seu filho mais velho, Fernando Maximiliano morreu em 1669, Guilherme educou o neto, Luís Guilherme que lhe viria a suceder.
Guilherme faleceu em Baden-Baden, em 1677.

## Casamentos e descendência

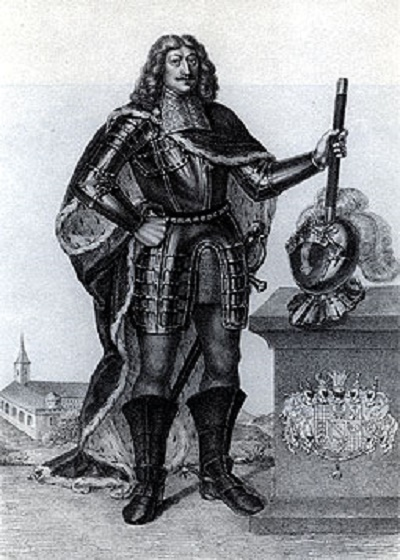
Guilherme, Marquês de Baden-Baden.

A 13 de outubro de 1624 Guilherme casou em primeiras núpcias com Catarina Úrsula de Hohenzollern-Hechingen (morta a 2 de junho de 1640), filha do Príncipe João Jorge de Hohenzollern-Hechingen. Deste casamento nasceram os seguintes filhos:
- Fernando Maximiliano (Ferdinand Maximilian) (1625–1669), Príncipe herdeiro e pai do marquês Luís Guilherme de Baden-Baden;
- Leopoldo Guilherme (Leopold Wilhelm) (1626–1671), marechal de campo do império;
- Filipe Segismundo (Philipp Siegmund) (1627–1647), Cavaleiro Hospitalário;
- Guilherme Cristóvão (Wilhelm Christoph) (1628–1652), Cónego em Colónia;
- Hermano (Hermann) (1628–1691);
- Bernardo (Bernhard) (1629–1648);
- Isabel Eugénia Clara (Isabella Eugenie Klara) (1630–1632);
- Catarina Francisca Henriqueta (Katharina Franziska Henriette) (1631–1691), freira;
- Cláudia (Claudia) (1633–1633);
- Henriqueta (Henriette) (1634–1634);
- Ana (Anna) (1634–1708);
- Maria (Maria) (1636–1636);
- Francisco (Franz) (1637–1637);
- Maria Júlia (Maria Julia) (1638–1638).

Em 1650, Guilherme casou em segundas núpcias com Maria Madalena de Oettingen-Baldern (1619–1688), filha do Conde Ernesto de Oettingen-Baldern. Deste segundo casamento nasceram:
- Filipe Francisco Guilherme (Philipp Franz Wilhelm) (1652–1655)
- Maria Ana Guilhermina (Maria Anna Wilhelmine) (1655–1701), que casou com Fernando Augusto, Príncipe de Lobkowicz, com descendência real da atualidade;
- Carlos Bernardo (Karl Bernhard) (1657–1678), morto em combate em Rheinfelden
- Eva (Eva);
- Maria (Maria).